# David Drasin
David Drasin (* 3. November 1940 in Philadelphia) ist ein US-amerikanischer Mathematiker, der sich mit Funktionentheorie beschäftigt.
Drasin studierte an der Temple University (Bachelor 1962) und promovierte 1966 an der Cornell University bei Wolfgang Fuchs (An integral Tauberian theorem and other topics). Danach war er Assistant Professor, ab 1969 Associate Professor und ab 1974 Professor an der Purdue University. 2005 war er Gastprofessor an der Universität Kiel und 2005/2006 an der Universität Helsinki.
1976 gab er eine vollständige Lösung des  Umkehrproblems der Nevanlinna-Theorie (Wertverteilungstheorie), das von Rolf Nevanlinna 1929 aufgestellt wurde. In den 1930er Jahren wurde es neben Nevanlinna  unter anderem von Egon Ullrich untersucht, später dann von Oswald Teichmüller, Hans Wittich und Le Van Thiem (1918–1991) und weiteren Mathematikern. Anatolii Asirovich Goldberg (1930–2008) löste es für den Spezialfall endlich vieler Ausnahmewerte. Für ganze Funktionen wurde es 1962 von Wolfgang Fuchs und Walter Hayman gelöst. Das Problem besteht in der Frage der Existenz einer meromorphen Funktion zu vorgegebenen Werten der Ausnahmewerte und zugehörigen Defektwerten und Verzweigungswerten (mit Nebenbedingungen aus der Nevanlinna-Theorie). Nach Drasin ist das positiv zu beantworten.
1994 war er Invited Speaker auf dem Internationalen Mathematikerkongress (ICM) in Zürich. Seit 1996 ist er Mitherausgeber der Annalen der Finnischen Akademie der Wissenschaften, ist Mitherausgeber von Computational Methods in Function Theory und war von 1968 bis 1971 Mitherausgeber des American Mathematical Monthly. Von 2002 bis 2004 war er Programmdirektor Analysis der National Science Foundation.
Er ist verheiratet und hat drei Kinder.

## Verweise
1. ↑  Mathematics Genealogy Project
2. ↑  Drasin The inverse problem in Nevanlinna theory, Acta Mathematica Bd. 138, 1976, S. 83–151. Aktualisiert in: Drasin On Nevanlinnas inverse problem, Complex Variables Theory Application, Bd. 37, 1998, S. 123–143
3. ↑  Nevanlinna La theoreme de Picard-Borel et la theorie des fonctions meromorphes, Gauthier-Villars 1929. Nevanlinna löste auch einen Spezialfall.
4. ↑  Goldberg, Ostrovskii Value distribution of meromorphic functions, American Mathematical Society 2008, Kapitel 7.
5. ↑  Hayman Meromorphic functions, Clarendon Press 1964, Kapitel 4
6. ↑  Nevanlinna selbst war nach Olli Lehto Erhabene Welten – das Leben Rolf Nevanlinnas, Birkhäuser 2000, S. 80, enttäuscht von der Uneleganz des Beweises

| Personendaten    | Personendaten                  |
| ---------------- | ------------------------------ |
| NAME             | Drasin, David                  |
| KURZBESCHREIBUNG | US-amerikanischer Mathematiker |
| GEBURTSDATUM     | 3. November 1940               |
| GEBURTSORT       | Philadelphia                   |